# Faculdade Guairacá
A Faculdade Guairacá é uma instituição de ensino superior privada localizada na cidade de Guarapuava, estado do Paraná.
A instituição oferta cursos de graduação e pós-graduação.